# Veranito de San Juan
O Veranito ou Veranillo de San Juan é o nome dado na América hispânica a um fenómeno meteorológico pelo qual durante alguns dias se registam condições atípicas para um mês invernal.
No caso de América do Sul, o veranito de San Juan ocorre quando as frentes frias subantárticas não conseguem subir para o norte, fazendo com que as temperaturas subam anormalmente para a época do ano, em especial na parte do subcontinente que está no hemisfério sul. No caso da América Central, o fenômeno descreve uma interrupção da estação das chuvas.

## Origem do nome
O fenômeno tem esse nome porque costuma ocorrer perto do dia 24 de junho (dia de São João), data que marca o solstício de inverno no hemisfério sul.

## Exemplos geográficos
Ao sul do trópico de Capricórnio, na Argentina, Paraguai, Chile e Uruguai, o veranito de San Juan ocorre ao começo do inverno. Durante este fenômeno uma frente de ar quente vinda do norte chega abruptamente, elevando as temperaturas até os 30 °C em algumas regiões durante aproximadamente uma semana. Depois dessa semana de "veranito" invernal as temperaturas voltam a cair bruscamente e o inverno continua.
Em Barranquilla, Colômbia, durante os meses de dezembro e junho sopram os ventos alisios do nordeste e do sudeste, respectivamente (que são secos), produzindo o Veranillo de San Juan.  Por isso, a cidade experimenta um clima parecido aos dias do solstício de verão no hemisfério sul e aos dias ao redor do 24 de junho (data do solsticio de verão no hemisfério norte), com dias ensolaras e ventosos.